# Omamori

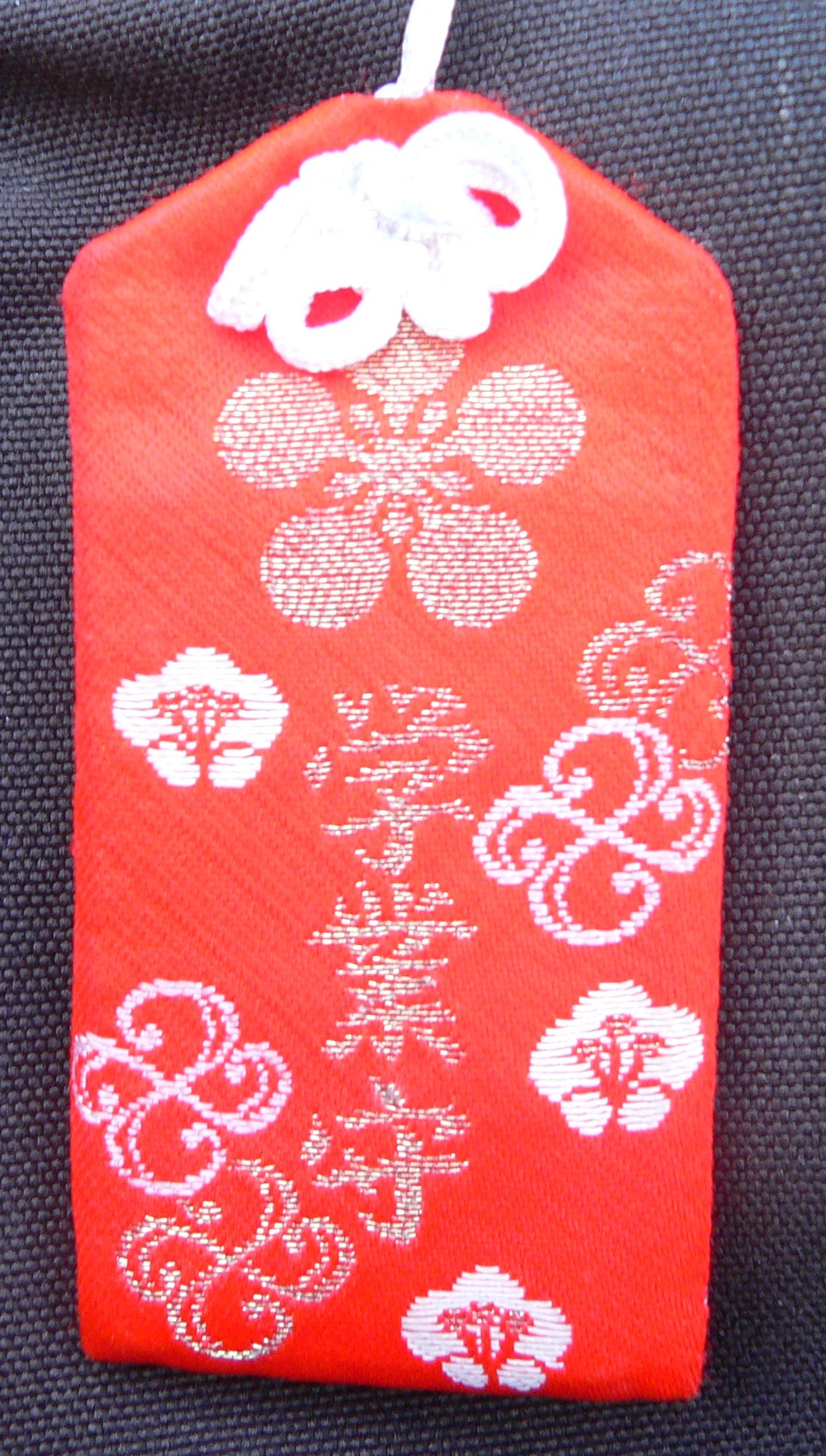

Az omamori (お守り) egy japán szerencsehozó talizmán, ami egy kis darab papír vagy anyag, amire egy isten neve, vagy egy különleges „ige” van írva. Sintó szentélyekben, vagy buddhista templomokban lehet beszerezni. Eredetileg kis bambusz csövekben tartották, vagy a nyakban viselték. Manapság kis tasakokban (omamori bukuro, お守り袋) tartják őket, és a védelmet kérő személy hordja, vagy magánál tartja. Céljuk, hogy védelmet nyújtsanak az élet különböző problémái, bizonytalanságai ellen, mint például betegség, hajótörés, tűz, fájdalmas szülés, pénzügyi csőd, szerelem és más viszontagságok.

## Történet
A japánok mindig is hittek valamilyen féle amulettben, de a mai, nyomtatott példányok a Tokugava korszakban vagy még későbbről származnak. Az, hogy az emberek magukon viselik ezeket a miniatűr szerencsehozó tárgyakat, új szokás.
Egészen napjainkig rengeteg változás történik. A közlekedési biztonságot biztosító omamori (kócu anzen) ezelőtt 20 évvel még nagyon ritka volt, sőt Kjúsú területén csupán 10 évvel ezelőtt kezdték el használni. Napjainkban viszont a leggyakoribb omamori Japánban.
Az omamori megjelenési formája is változik. Napjainkban már lehet találni lökhárító matrica, kerékpár reflektor és hitelkártya formájában is.
Mivel megnőtt az igény az omamorikra, ezért Tokióban és Oszakában gyárak jöttek létre az előállításukra. Vannak azonban olyan templomok, pl. a Kogandzsi (Tokió) és az Ohiren (Ise), amelyek nem hajlandóak tömeggyártott talizmánokat árusítani.

## Fajták

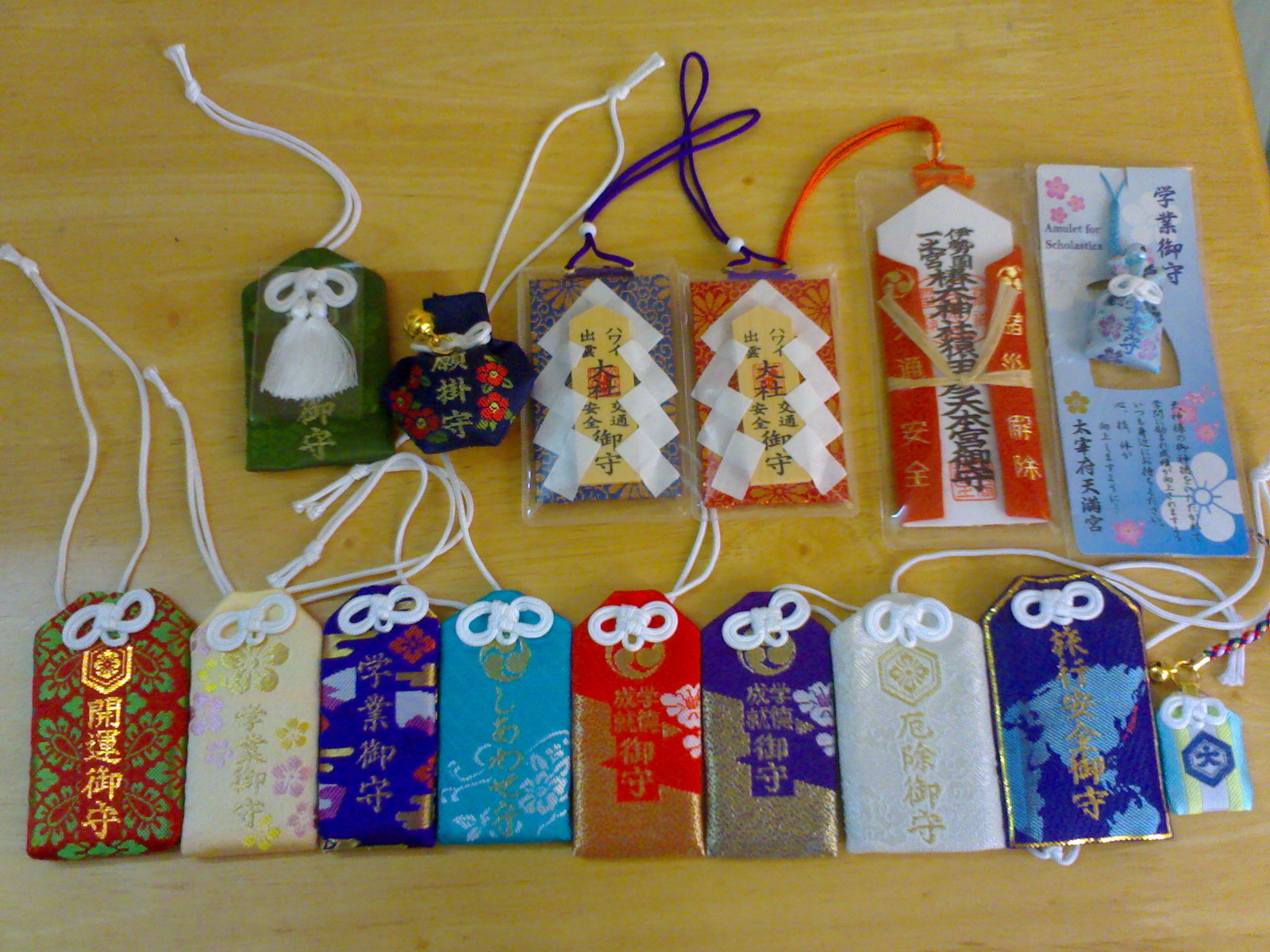
Különböző omamorik.

- Boldogság (siavase, 幸せ): Abban segít, hogy boldog életed legyen.
- Biztonságos közlekedés (kócú anzen, 交通安全 ): Eredetileg a vándorok védelmét szolgálta. Napjainkban a sofőröket és a járműveket védi.
- Szerelem (enmuszubi, 縁結び): Kétféle szerelem omamori létezik: az egyik azoknak, akik párt keresnek, a mások pedig azoknak, akik párkapcsolatban élnek. Az előbbit egyesével, az utóbbit párosával árusítják.
- Problémamentes szülés (anzan, 安産): A várandós anyáknak készül, hogy a terhesség és a gyermekszülés könnyen és problémamentesen történjen.
- A gonosz elkerülése (jaku joke, 厄除): Ez az omamori távol tartja a gonoszt
- Szerencse (kaiun, 開運): Mint a neve is mutatja, szerencsét hoz.
- Oktatás (gakugjó dzsódzsuj, 学業成就): A diákok népszerű omamorija, amely egyaránt segít a tanulásban és a vizsgák sikeres letételében.
- Egészség( kenkó, 健康) és gyógyulás (bjouki heju, 病気平癒鵜): Az első segít megőrizni az egészségedet, a második pedig segít, hogy kigyógyulj a betegségből.
- Üzleti siker, boldogulás (sóbai handzsó, 商売繁盛): Ez az omamori segít, hogy jól menjen a vállalkozásod, és védi a pénzügyeidet.[3]

Az Isei fő szentély fennállásának jelentős részében ellenezte az omamorik árusítását, mivel vezetőik úgy vélték, hogy azok az egyéni érdekek helyett inkább a nemzetet szolgálják. Azonban 1950-es évek elejétől megkezdték egy általános célokat szolgáló omamori kibocsátását.

## Használat
Az omamorik nem bírnak „mágikus erővel”, ami azonnali hatást vagy sikert garantál, hanem segítséget nyújtanak abban, hogy a tulajdonosuk törekvései eredményesek legyenek.
- Az omamorit tartalmazó zsákocskát nem szabad kinyitni, mert tiszteletlenségnek számít.
- Az újév kezdetekor vissza kell vinni az omamorit abba a szentélybe, templomba, ahol vettük, hogy aztán ott elégessék, és ezáltal megtisztítsák azt. Erre azért van szükség, mert úgy tartják, hogy mialatt védenek minket, elnyelik a gonosz erőket, és ezért meg kell őket tisztítani. Emiatt nem illik csak úgy eldobni, mint a hétköznapi szemetet, mert az a tiszteletlenség jele.
- Az omamori akkor hat legjobban, ha az ember magánál tartja, emiatt nagyon gyakran lehet gyerekek hátitáskájára kötve látni.[5]